# 塔尔奎尼亚
塔尔奎尼亚（義大利語：Tarquinia），是意大利维泰博省的一个市镇。总面积279.65平方公里，人口16577人，人口密度59.3人/平方公里（2009年）。ISTAT代码为056050。